# Erik de Smedt
Erik de Smedt (Etterbeek, 1953) is een Nederlandstalig Belgisch criticus, vertaler en essayist. Hij studeerde Germaanse filologie (Nederlands-Duits) en algemene en vergelijkende literatuurwetenschap aan de Universiteit Antwerpen en de Technische Universiteit Berlijn. Van 1978 tot 1982 was hij werkzaam bij het Nationaal Fonds voor Wetenschappelijk Onderzoek en werkte aan een onderzoeksproject over de Wiener Gruppe. Daarna doceerde hij tot 2011 Nederlands en Duits op het Sint-Jozefcollege Turnhout. 
Hij vertaalt toneel, proza en poëzie uit het Duits, onder meer voor Yang, Terras en Poetry International.
Zijn kritieken verschijnen in H ART, De Leeswolf, Streven en andere tijdschriften. Als essayist schrijft hij in hoofdzaak over moderne en hedendaagse Duitstalige literatuur en over hedendaagse kunst.

## Vertaald toneel
- Heiner Müller, De opdracht, 1982 (Dt. Der Auftrag)
- Konrad Bayer, idioot, 2015 (Dt. idiot)

## Vertaald proza
- Konrad Bayer, de steen der wijzen, 1999 (Dt. der stein der weisen)
- Konrad Bayer, het zesde zintuig. een roman, 2001 (Dt. der sechste sinn. ein roman)
- Oswald Wiener, Over de vrijheid van een grizzlybeer, 2004 (Dt. Von der Freiheit eines Grizzlybären)
- Konrad Bayer, het hoofd van vitus bering, 2006 (Dt. der kopf des vitus bering)
- Aforismen van Heimito von Doderer, Johann Wolfgang von Goethe, Ernst Hohenemser, Jean Paul, Karl Kraus, Walter Serner en Kurt Tucholsky voor Maximen.nl
- Konrad Bayer, de peer en ander proza, 2017 (Dt. die birne)
- Jean Paul, Gedachtegewemel, 2018 (Dt. Ideen-Gewimmel, keuze uit aantekeningen)
- Georg Heym, De gek, 2019 (Dt. Der Irre)
- Gerhard Rühm, het raam, 2020 (Dt. das fenster)
- Novalis, Fragmenten/denkopdrachten, 2020 (Dt. Fragmente, keuze)

## Vertaalde poëzie
- Robert Schaus, Het geheugen van de wilde vruchten, 2001 (Dt. Das Gedächtnis der wilden Früchte)
- Brigitte Oleschinski, Your Passport is Not Guilty (selectie), 2003 (Dt. Your Passport is Not Guilty)
- Gerhard Rühm, een en ander. een keuze uit de gedichten en korte toneelstukken, 2006 (Dt., bloemlezing)
- Ann Cotten, Alle zwanen heten Reinhard en andere gedichten (tweetalige bloemlezing), 2011 (Dt.)
- Martina Hefter, 'Zeven gedichten' in Poëziekrant, maart 2014 (Dt., Nach den Diskotheken en Vom Gehen und Stehen)
- Norbert Hummelt, Geen veerman, geen Styx. Gedichten (tweetalige bloemlezing), 2014 (Dt.) (met Jan Baeke)
- Marion Poschmann, Landschap van wilde geruchten. Gedichten (tweetalige bloemlezing), 2015 (Dt.)
- Ernst Jandl, poëzieklysma. gedichten, 2017 (Dt. idyllen)
- Cornelia Hülmbauer, Cyclus V, 2020 (gedichtencyclus) (Dt. Zyklus V)
- Reinhard Priessnitz, première en andere gedichten, 2023 (Dt. vierundvierzig gedichte, selectie)

## Essays
- "Ideologiekritik in Wilhelm Buschs Eduards Traum" (1978)
- "Elias Canetti, oorgetuige van de verblinding" (1979)
- "Helmut Heißenbüttels postmetafysische sprookjes" (1979, over Eichendorffs Untergang und andere Märchen van Helmut Heißenbüttel)
- "Konrad Bayer und 'die zerschneidung des ganzen'" (1983)
- "O blomme, gij stinkt verdomme. Anti-natuurgevoelens in de literatuur" (1998)
- "Een verscheurde tekst in een vitrinekastje" (1998, over de Wiener Gruppe)
- "Historiestuk in scherven" (1999, over Mijn eeuw van Günter Grass)
- "Günter Brus: razernij van een kwetsbare" (2008)
- "Ana Torfs' anamorfosen" (2010)
- "Beeldhouwen met de tijd: de videokunst van David Claerbout" (2010)
- Spiel auf Leben und Tod. Die Auferstehung des Konrad Bayer (themanummer van Schreibheft. Zeitschrift für Literatur, Heft 79, augustus 2012)